# Manfred Amelang
Manfred Amelang (* 28. Juni 1939 in Bad Sulza) ist ein deutscher Psychologe.

## Leben
Er studierte Psychologie in Marburg u. a. bei Heinrich Düker (Experimentalpsychologie). Er arbeitete dann bei Ferdinand Merz und Helmut von Bracken in Marburg. Nach der Promotion  am 7. Dezember 1966 in Marburg war er von 1973 bis 1976 Abteilungsdirektor und Professor (H3) für Psychologie an der Universität Hamburg. 1976 nahm er einen Ruf nach Heidelberg an, wo er bis zu seiner Emeritierung blieb. Einen Ruf nach Marburg 1992 lehnte er ab. Von 1996 bis 1998 war er Präsident der Deutschen Gesellschaft für Psychologie.

## Schriften (Auswahl)
- mit Heiner Rindermann: Das Heidelberger Inventar zur Lehrveranstaltungs-Evaluation (HILVE). Handanweisung. Heidelberg 1994, ISBN 3-89334-277-X.
- mit Claudia Krüger: Misshandlung von Kindern. Gewalt in einem sensiblen Bereich. Darmstadt 1995, ISBN 3-534-80154-7.
- mit Dieter Bartussek: Differentielle Psychologie und Persönlichkeitsforschung. Berlin 2001, ISBN 3-17-016641-7.
- mit Lothar Schmidt-Atzert: Psychologische Diagnostik. Berlin 2018, ISBN 3-662-58054-3.

## Belege
1. ↑  Die Geschichte des Psychologischen Instituts der Universität Heidelberg in den Jahren 1933 bis 1980 (pdf, S. 122)

| Personendaten    | Personendaten                    |
| ---------------- | -------------------------------- |
| NAME             | Amelang, Manfred                 |
| KURZBESCHREIBUNG | deutscher Experimentalpsychologe |
| GEBURTSDATUM     | 28. Juni 1939                    |
| GEBURTSORT       | Bad Sulza                        |